# Lapitiguana
Lapitiguana impensa — вимерла гігантська (1,5 м завдовжки) ігуаніда з Фіджі. Ймовірно, він вимер після людської колонізації Фіджі 3000 років тому.
Усі сучасні фіджійські ігуани належать до роду Brachylophus разом із вимерлим видом із Тонги. Найближчі живі родичі полінезійських ігуан знаходяться в Америці.